# Coniopteryx lobata
Coniopteryx lobata är en insektsart som beskrevs av Martin Meinander 1972.
Coniopteryx lobata ingår i släktet Coniopteryx och familjen vaxsländor. Inga underarter finns listade i Catalogue of Life.